# Szerelmek Cabóban
A Szerelmek Cabóban (eredeti cím: Cabo) 2022 és 2023 között vetített mexikói telenovella, amelyet José Alberto Castro és Vanesa Varela alkotott. A főbb szerepekben Bárbara de Regil, Matías Novoa, Diego Amozurrutia, Eva Cedeño, Rebecca Jones és Azela Robinson látható.
Mexikóban 2022. október 24-e és 2023. február 17-e között a Las Estrellas, Magyarországon 2023. október 2-a és 2024. február 2-a között a Max4 mutatta be.

## Cselekmény
Néhány órával Sofía és Alejandro esküvője után a férfi üzleti ügyben távozik, és repülőgép-szerencsétlenségben meghal. Sofía összetörten utazik Cabóba, hogy találkozzon az apósával. Amikor Sofía megérkezik, újra találkozik Alejandróval, aki életben van, és rájön, hogy nem az a férfi, akibe beleszeretett. Alejandro elárulja neki, hogy valójában Eduardónak hívják, és azért változtatta meg a nevét, hogy a lány törvényesen hozzámenjen a balesetben meghalt bátyjához, és hogy együtt örökölhessék a vagyonát.
Sofía nem hajlandó belemenni Eduardo terveibe, aki most azzal fenyegetőzik, hogy börtönbe juttatja az apját, mert őt gyanúsította meg azzal, hogy ő a felelős a balesetért, amelyben Alejandro meghalt. Minden váratlan fordulatot vesz, amikor az igazi Alejandro hazatér, sértetlenül a balesetből, és meglepődik, hogy van egy felesége, akire nem emlékszik. Sofía kénytelen lesz folytatni a bohózatot, és végül beleszeret az igazi Alejandróba.

## Szereplők
| Színész                      | Szereplő                | Magyar hang         |
| ---------------------------- | ----------------------- | ------------------- |
| Bárbara de Regil             | Sofía Chávez Pérez      | Kelemen Kata        |
| Matías Novoa                 | Alejandro Noriega       | Dévai Balázs        |
| Eva Cedeño                   | Isabela Escalante       | Németh Borbála      |
| Diego Amozurrutia            | Eduardo Torres Alarcón  | Dolmány Attila      |
| Rebecca Jones (1–50. rész)   | Lucía Alarcón           | Ábrahám Edit        |
| Azela Robinson (51–85. rész) | Lucía Alarcón           | Ábrahám Edit        |
| Rafael Inclán                | Alfonso "Poncho" Chávez | Pálfai Péter        |
| Mar Contreras                | Vanessa Noriega Alarcón | Nádorfi Krisztina   |
| Roberto Ballesteros          | Fausto Cabrera          | Borbiczki Ferenc    |
| Fabiola Campomanes           | Malena Sánchez          | Náray Erika         |
| María Chacón                 | Rebeca Chávez Pérez     | Varga Lili          |
| Arlette Pacheco              | Guadalupe Gutiérrez     | Kovács Nóra         |
| Raúl Coronado                | Alan Ortega             | Szabó Máté          |
| Carlos Athié                 | Ernesto                 | Tóth Roland         |
| Bárbara Torres               | Carmen Pérez            | Csizmadia Gabriella |
| Gonzalo Vega Jr.             | Luis Sánchez            | Hamvas Dániel       |
| Markin López                 | Álvaro Ruiz             | Szatmári Attila     |
| Sofía Rivera Torres          | Karen Escalante         | Ágoston Katalin     |
| Lorena Sevilla               | Blanquita               | Pánics Lilla        |
| Felicia Mercado              | Jimena Manrique         | Frajt Edit          |
| Sergio Klainer               | Hugo Reyes              | Karsai István       |
| Fernando Robles              | Ulises                  | Forgács Gábor       |

## Évados áttekintés
| Évad | Évad | Epizód | Mexikói sugárzás  | Mexikói sugárzás  | Mexikói adó | Magyar sugárzás  | Magyar sugárzás  | Magyar adó |
| Évad | Évad | Epizód | Évadpremier       | Évadfinálé        | Mexikói adó | Évadpremier      | Évadfinálé       | Magyar adó |
| ---- | ---- | ------ | ----------------- | ----------------- | ----------- | ---------------- | ---------------- | ---------- |
|      | 1    | 85     | 2022. október 24. | 2023. február 17. |             | 2023. október 2. | 2024. február 2. |            |

## A sorozat készítése
2022 májusában jelentették be, hogy José Alberto Castro az 1985-ös Tú o nadie című telenovella új változatát készíti el. 2022. július 6-án Bárbara de Regilt jelentették be a főszerepben. 2022. július 14-én a People en Español széles körű szereposztási listát tett közzé. 2022. július 18-án kezdődtek meg a forgatások.